# Linea Amica
Linea amica è una rete multicanale dei centri di contatto della pubblica amministrazione italiana.
È un sistema di informazione che ha il compito di rispondere a domande ed esigenze dei cittadini, reindirizzandoli alle amministrazioni competenti, o fungendo da vero e proprio Ufficio per le relazioni con il pubblico (URP) di ultima istanza.
Linea amica eroga i propri servizi tramite telefono, Voice over IP, SMS, posta elettronica, chat e fax. In tal modo risulta accessibile anche a chi è impossibilitato a recarsi fisicamente presso un URP, e a chi non ha la facoltà o la capacità di accedere ad internet.
Linea amica è un servizio di aggregazione, che ha lo scopo di fornire un unico punto di informazione, al fine di applicare i principi di semplificazione e sburocratizzazione della P.A.